# Jalmenus pseudictinus
Jalmenus pseudictinus is een vlinder uit de familie van de Lycaenidae. De wetenschappelijke naam van de soort is voor het eerst geldig gepubliceerd in 1967 door Kerr & MacQueen.